# Caterina a Franței (1428-1446)
Caterina a Franței sau Caterina de Valois (n. 1428 - d. 30 iulie 1446), a fost al patrulea copil și a doua fiică  a regelui Carol al VII-lea al Franței și a soției acestuia, Maria de Anjou.
La 19 mai 1440 s-a căsătorit cu Carol Temerarul, pe atunci conte de Charolais. Ea avea 12 ani și soțul ei 7. Caterina a murit câțiva ani mai tîrziu, la 30 iulie 1446, la Bruxelles, la vârsta de 17-18 de ani. Decesul ei prematur i-a inspirat poetului Michault Taillevent, poet la curtea din Burgundia, poemul Lai sur la mort de Catherine de France.
Carol Temerarul s-a recăsătorit în 1454 cu Isabela de Bourbon și a devenit duce de Burgundia în 1467. Cea de-a treia soție a lui a fost Margareta de York, sora a doi regi ai Angliei: Eduard al IV-lea și Richard al III-lea.